# Rush (Irlanda)
Rush (An Ros  em irlandês) é uma pequena cidade no condado de Dublin, na Irlanda; está localizada entre as cidades de Skerries e Lusk.

## Geminações
- San Mauro Castelverde, Itália
- Gourin, França